# 나도 때론 포르노그라피의 주인공이고 싶다
"나도 때론 포르노그라피의 주인공이고 싶다"는 2015년에 개봉한 대한민국의 영화이다.

## 캐스팅
- 한지은 : 진희 역
- 최미호 : M 역
- 박지수 : 혜리 역
- 최문경 : 은주 역